# Graziana pupula
Graziana pupula е вид коремоного от семейство Hydrobiidae.

## Разпространение
Видът е разпространен в Австрия, Италия и Словения.